# Freddy Mezones
Freddy Alberto Mezones Bolivar (né le 24 septembre 1987 à Caracas) est un athlète vénézuélien, spécialiste du 400 mètres.

## Biographie
Son meilleur temps était de 45 s 93 réalisé à Mayagüez le 25 juillet 2010.
Médaille d'or du relais 4 × 400 m lors des Championnats d'Amérique du Sud d'athlétisme 2013, le 12 mai 2013, son équipe réalise 3 min 2 s 71 à Los Angeles (Alberto Aguilar, Marvin Blanco, José Meléndez et Freddy Mezones). Le 7 mai 2014, il égale le record national de Jonathan Palma en 45 s 55 à Uberlândia, temps qu'il améliore le 17 avril 2015 en 45 s 53 à Barinas. Puis en juin 2015 à Lima, il remporte la médaille de bronze du 400 m des Championnats sud-américains en 45 s 67.

## Palmarès
| Date | Compétition                              | Lieu                 | Résultat | Épreuve   | Temps         |
| ---- | ---------------------------------------- | -------------------- | -------- | --------- | ------------- |
| 2008 | Championnats ibéro-américains            | Iquique              | 5e       | 400 m     | 47 s 93       |
| 2008 | Championnats ibéro-américains            | Iquique              | 4e       | 4 × 400 m | 3 min 09 s 00 |
| 2009 | Championnats d'Amérique du Sud           | Lima                 | 3e       | 400 m     | 46 s 28       |
| 2010 | Championnats ibéro-américains            | San Fernando         | 3e       | 4 × 400 m | 3 min 05 s 53 |
| 2010 | Jeux d'Amérique centrale et des Caraïbes | Mayagüez             | 6e       | 400 m     | 45 s 93       |
| 2010 | Jeux d'Amérique centrale et des Caraïbes | Mayagüez             | 6e       | 4 × 400 m | 3 min 07 s 98 |
| 2013 | Championnats d'Amérique du Sud           | Carthagène des Indes | 1er      | 4 × 400 m | 3 min 03 s 64 |
| 2014 | Jeux sud-américains                      | Santiago             | 3e       | 400 m     | 45 s 86       |
| 2014 | Jeux sud-américains                      | Santiago             | 2e       | 4 × 400 m | 3 min 04 s 17 |
| 2014 | Relais mondiaux de l'IAAF                | Nassau               | 6e       | 4 × 400 m | 3 min 01 s 44 |
| 2015 | Jeux mondiaux militaires                 | Mungyeong            | 2e       | 4 x 400 m | 3 min 04 s 10 |

## Records
| Épreuve    | Temps   | Lieu    | Date          |
| ---------- | ------- | ------- | ------------- |
| 400 mètres | 45 s 53 | Barinas | 17 avril 2015 |